# 메르세데스-벤츠 시탄
메르세데스-벤츠 시탄은 독일의 자동차 제조사 메르세데스-벤츠가 생산 및 판매하는 소형 LAV이다.

## 1세대
바네오의 후속 차종이며, 2012년에 르노-닛산-미쓰비시 얼라이언스와 다임러 그룹의 협약으로 생산이 시작되었다. 라인업은 패널 밴, 듀얼 라이너, 트래블라이너가 존재한다.

## 2세대
2021년 르노 캉구/닛산 타운스타와 함께 풀체인지를 거쳤으며, 캉구와의 차별화를 위해 동사 차량들과 더욱 가까운 디자인으로 변경되었다. 플랫폼은 르노 CMF 플랫폼을 사용하며, 추후 고급 승용 사양인 T-클래스와 전기자동차 사양인 EQT가 발매 예정에 있다.